# Bogogno
Bogogno est une commune italienne d'environ 1 200 habitants, située dans la province de Novare, dans la région du Piémont, dans le nord-ouest de l'Italie.

## Administration
| Période                                  | Période | Identité | Étiquette | Qualité |
| ---------------------------------------- | ------- | -------- | --------- | ------- |
|                                          |         |          |           |         |
| Les données manquantes sont à compléter. |         |          |           |         |

### Hameaux
Arbora, Montecchio

### Communes limitrophes
Agrate Conturbia, Borgomanero, Cressa, Suno (Italie), Veruno